# Канцеларија Уједињених нација у Женеви
Канцеларија Уједињених нација у Женеви (енгл. United Nations Office at Geneva) је Европско седиште Уједињених нација. Налази се у згради Палате Нација изграђене за потребе Лиге Народа између 1929 и 1938 у Женеви, Швајцарска.
Поред администрације Уједињених нација у згради су такође смештени службеници више агенција као што је Међународна организација рада, Светска здравствена организација и Међународни рачунарски центар.
Уједињене нације и њене агенције имају и друге канцеларије и службенике ван Палате нација, које је обезбедила Швајцарска влада.